# Haradanahalli
Ne doit pas être confondu avec Haradanahalli Dodde Deve Gowda.
Haradanahalli (en hindi: हरदनहल्ली) est un village de l'état du Karnataka.

## Personnalité lié à la commune
- H. D. Deve Gowda (1933-), premier ministre de l'Inde de 1996 à 1997, y est né.